# Belana
Belána je levi pritok Bele v vzhodnih Halozah. Izvira nad vasjo Pohorje v odmaknjeni gozdni grapi tik pod razvodnim slemenom, po katerem poteka slovensko-hrvaška državna meja. Sprva teče po razmeroma ozki dolini proti severu skozi razloženi naselji Pohorje in Pristava. Dolinsko dno se polagoma razširi in potok v spodnjem toku zavije proti vzhodu. Tu se mu z leve pridružita dva najdaljša pritoka (potok brez poznanega imena in Gradiški potok), malo naprej pa se izliva v Belo.
V zgornjem delu je dolina skoraj neposeljena, niže so v dolinskem dnu predvsem mokrotni travniki in nekaj njiv. Dolvodno od Pristave je potok v celoti spremenjen v umetni kanal, skoraj povsem brez obvodnega rastja, na ravnici ob njem pa so intenzivni travniki in njive, ki segajo prav do brega potoka.
Celotno porečje Belane je vključeno v območje Natura 2000 (Vinorodne Haloze).